# An Encyclopaedia of New Zealand
An Encyclopaedia of New Zealand war ein in den 1960er Jahren von der neuseeländischen Regierung in Auftrag gegebenes enzyklopädisches Werk über Neuseeland.

## Geschichte
Hauptautor und verantwortlicher Bearbeiter des Werkes war der neuseeländische Historiker Alexander Hare McLintock, der 1952 als Historiker für die Bibliothek des neuseeländischen Parlamentes in Wellington angestellt wurde. Neben den Veröffentlichungen zur Geschichte des neuseeländischen Parlamentarismus und einem Atlas über Neuseeland, bekam er Anfang der 1960er den Auftrag, eine Enzyklopädie über Neuseeland zu erstellen. Das Werk, das sich über drei Bände erstreckte, zählte über drei Millionen Wörter, verteilt über 1800 Artikel, von 359 Autoren geschrieben. Es wurde 1966 veröffentlicht.

## Werk
- Alexander Hare McLintock: An Encyclopaedia of New Zealand. Hrsg.: New Zealand Government. 3 Bände. Wellington 1966 (englisch).